# Algerine-klass (minsvepare)
Algerine-klassen var en klass av totalt 110 minsvepare som byggdes för Royal Navy och den kanadensiska flottan under andra världskriget.

## Design och beskrivning
År 1940 hade Royal Navy insett att minsveparna i Bangor-klassen var för små för den utrustning som krävdes för att oskadliggöra magnetiska minor. Ett större fartyg konstruerades, med ungefär samma storlek som den äldre Halcyon-klassen som Royal Navy tidigare hade förkastat som för stor och dyr för massproduktion. Storleken på de nya fartygen gjorde dem dock lämpliga att använda som havsgående eskortfartyg och många kom att användas i den rollen. Faktum är att de flesta av de fartyg som byggdes för den kanadensiska flottan enbart användes i den rollen och hade en större ubåtsjaktsförmåga än de brittiska fartygen. För att öka produktionen skapades två alternativa designer som använde antingen ångturbiner eller kolvångmaskiner. Detta gjorde det möjligt att bygga fartygen på civila varv som normalt byggde handelsfartyg i likhet med andra massproducerade eskortfartyg (t.ex. korvetterna i Flower-klassen eller fregatterna i River-klassen).
Båda grupperna av fartyg hade samma dimensioner, även om de kolvångmaskinsdrivna fartygen hade ett större deplacement och djupgående. Skrovet var 68,6 meter långt och hade en bredd på 10,8 meter. Turbingruppen hade ett djupgående på 3,4 meter medan de kolvgående fartygen låg 0,4 meter djupare i vattnet. De turbindrivna fartygen hade ett deplacement på 860 ton och 1 143 ton vid fullast, medan ångmaskinsgruppen hade ett deplacement på 1 030-1 050 ton och 1 326-1 346 ton vid fullast. Fartygens besättning bestod av 85 officerare och värnpliktiga.
De turbindrivna fartygen hade två växlade Parsonturbiner som drev en axel vardera och använde ånga från två Admiralty-pannor. Motorerna producerade sammanlagt 2 000 axelhästkrafter (1 500 kW) och gav en maxhastighet på 16,5 knop (30,6 km/h). De ångmaskinsdrivna fartygen hade två vertikala trippelexpansionsmotorer med sammanlagt 2 400 hästkrafter (1 800 kW) och uppnådde samma hastighet. De hade högst 671 ton brännolja som gav dem en räckvidd på 5 000 nautiska mil (9 300 km) vid 10 knop (19 km/h).
Algerine-klassen var beväpnad med en QF 10,2 cm Mk V allmålskanon och fyra dubbla kanonfästen för Oerlikon 20 mm automatkanoner. De sistnämnda kanonerna var en bristvara när de första fartygen färdigställdes och de fick ofta bara enkelmontage. År 1944 började enstaka Bofors 40 mm kanoner ersätta 20 mm kanonerna. Alla fartyg var utrustade med sjunkbomber. Många kanadensiska fartyg tog bort sin minsveparutrustning i utbyte mot en "Hedgehog"-granatkastare och en förvaringskapacitet för 90+ sjunkbomber.

Fartygen byggdes på varv i både Storbritannien och Kanada.
| - Storbritannien - Blyth Dry Docks & Shipbuilding Co., Blyth - Fleming & Ferguson, Port Glasgow - Harland & Wolff, Belfast - Lobnitz & Co., Paisley - William Simons & Co., Paisley | - Kanada - Collingwood Shipbuilding Co., Collingwood - Port Arthur Shipbuilding Co., Thunder Bay - Toronto Shipbuilding Co., Toronto - Redfern Construction Co., Toronto |

## Konstruktion
Totalt 94 fartyg av Algerine-klassen tjänstgjorde i Royal Navy, varav 45 byggdes i Storbritannien och ytterligare 49 i Kanada. Ytterligare 12 fartyg tjänstgjorde i den kanadensiska flottan, av dessa byggdes alla i Kanada.
Fartygen byggdes i Storbritannien och beställdes mellan 1940 och 1943. De berörda företagen var Harland & Wolff (22 stycken), Lobnitz (18), Blyth (2), Fleming & Ferguson (1) och William Simons (2). Ytterligare 15 beställdes 1943 men avbeställdes senare för att frigöra varvsplats för byggandet av fregatter av Loch-klass. De turbindrivna fartygen byggdes alla av Harland & Wolff, utom två som byggdes i Blyth. De kolvångmaskinsdrivna fartygen byggdes av Lobnitz, Simons och Fleming & Ferguson.
Av de fartyg som byggdes i Kanada var de berörda företagen Toronto Shipbuilding (senare Redfern), Port Arthur och Collingwood. Alla de kanadensiskt byggda fartygen var ångmaskinsdrivna. Endast 12 av dessa fartyg tjänstgjorde i RCN; ytterligare 17 byggdes för RCN men överfördes till Royal Navy i utbyte mot lika många korvetter av Castle-klassen, eftersom RCN var i behov av eskortfartyg.

## Tjänstgöring
De fartyg av Algerine-klassen som tjänstgjorde i Royal Navy användes huvudsakligen som minröjningsfartyg, även om de också var utrustade för ubåtsjakt och kunde vid behov användas som eskortfartyg. Deras sonarsystem ASDIC (Anti-Submarine Detection Investigation Committee) och sjunkbombsutrustning var likvärdig med korvetterna i Flower-klassen eller till och med fregatterna i River-klassen, även om de inte var utrustade med "Hedgehog"-granatkastare. Fem av fartygen i klassen sänktes i strid, och fyra andra deklarerades totalförstörda efter att de lidit svåra skador.
Den kanadensiska flottan använde däremot Algerine-klassen som eskortfartyg. Skillnaden mot de brittiska fartygen var en avsaknad av minröjningsutrustning samt anpassade för tjänstgöring i Arktis. Inga RCN-fartyg i klassen gick förlorade.

## Efterkrigstjänst
Efter kriget fortsatte ett antal Algerine-fartyg att användas som patrullbåtar, forskningsfartyg och utbildningsfartyg. Den 11 mars 1959 räddade HMS Acute och HMS Jewel, skolfartyg vid Dartmouth, det brinnande tyska kustskeppet Vorman Rass utanför Start Point, Devon. Minst ett av dem, HMS Pickle, var fortfarande verksamt som minröjningsfartyg i Royal Navy så sent som 1955. Alla fartyg klassen hade avyttrats i slutet av 1950-talet eller början av 1960-talet.
En del såldes till andra flottor eller konverterades till handelsfartyg. De fjorton fartyg som var lånade via Lend-Lease återlämnades till USA 1946; fem av dessa hamnade senare i den grekiska flottan. Av RN-fartygen överfördes fem till den belgiska flottan, två till Sydafrika och två till Sri Lanka. Ytterligare fem fartyg, ett vardera, förvärvades av Burma, Nigeria, Italien, Iran och Thailand. Två fartyg från RCN överfördes till Belgien 1959 som ersättare för två före detta fartyg från RN som skulle avyttras. Ett, HTMS Phosampton (f.d. HMS Minstrel), var i tjänst fram till 2012 i den thailändska flottan.

## Sänkta fartyg
- Algerine torpederades av den italienska ubåten Ascianghi utanför Bougie i Algeriet den 15 november 1942.
- Alarm skadades svårt i ett flyganfall utanför Bône, Algeriet den 2 januari 1943.
- Fantome gick på en mina i Medelhavet den 20 maj 1943 och avskrevs senare.
- Loyalty (f.d. Rattler) sänktes av den tyska ubåten U 480 i Engelska kanalen den 22 augusti 1944.
- Hydra gick på en mina utanför Oostende den 10 november 1944 och avskrevs därefter.
- Regulus sänktes av en mina utanför Korfu den 12 januari 1945.
- Prompt gick på en mina utanför Oostende den 9 maj 1945.
- Squirrel sänktes av en mina utanför Phuket i Thailand den 24 juli 1945.
- Vestal sänktes av ett japanskt kamikazeflygplan utanför Phuket i Thailand den 26 juli 1945.